# نويل دبليو. كامبل
نويل دبليو. كامبل (بالإنجليزية: Noel W. Campbell)‏ هو سياسي أمريكي، ولد في ديسمبر 1941. حزبياً، نشط في الحزب الجمهوري. وقد انتخب عضو مجلس نواب أريزونا.